# Casa Vălescu din Iași
Casa Vălescu este un monument istoric situat în municipiul Iași, județul Iași. Este situată în Bd. Carol I nr. 25. Clădirea a fost construită în a doua jumătate a secolului al XIX-lea. Figurează pe noua listă a monumentelor istorice sub codul LMI: IS-II-m-B-03788.